# Toppspindling

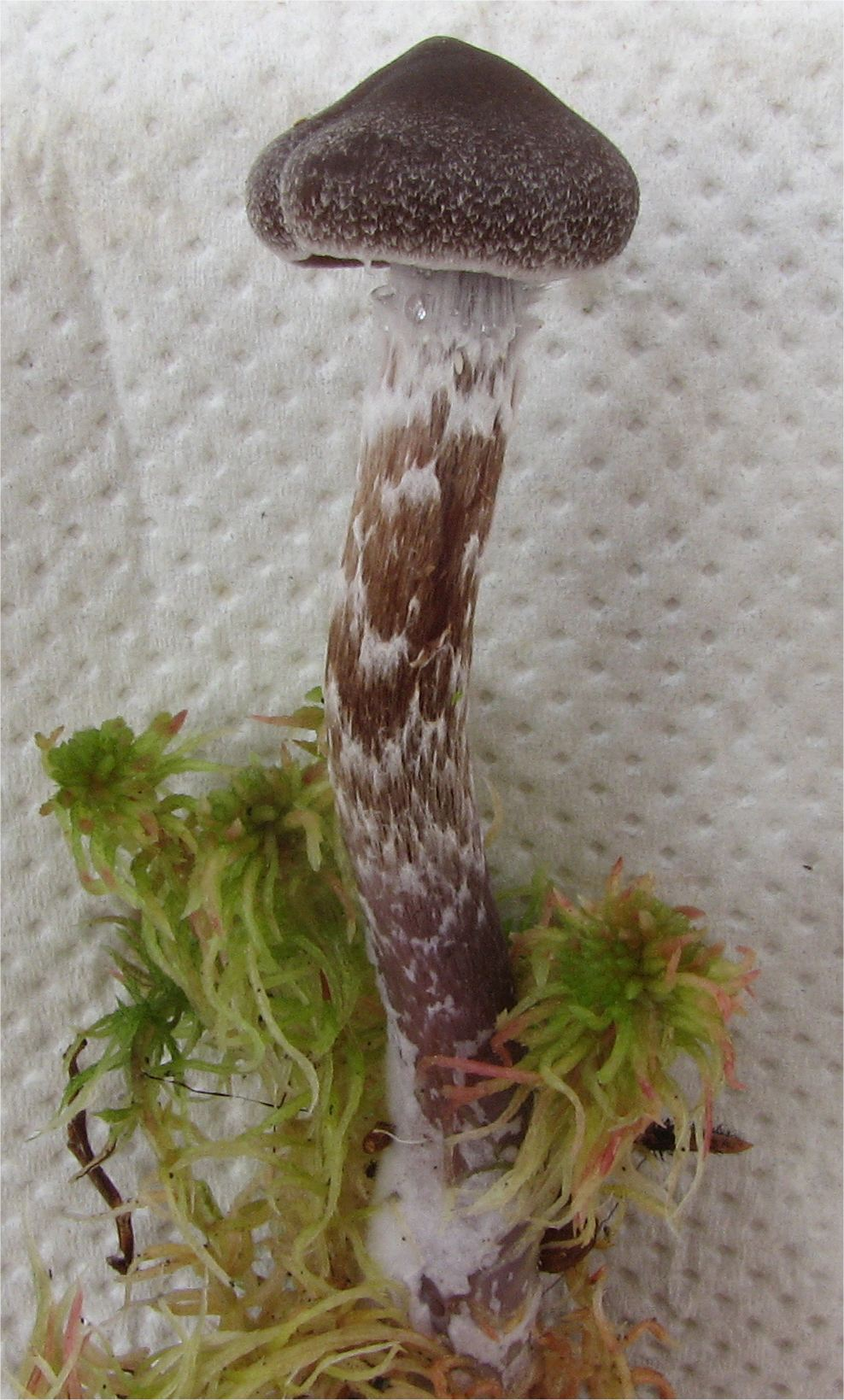
Toppspindling fotograferad i Hörnefors, i Västerbotten.

Toppspindling (Cortinarius flexipes) är en svampart som först beskrevs av Christiaan Hendrik Persoon, och fick sitt nu gällande namn av Elias Fries 1838. Toppspindling ingår i släktet Cortinarius,  och familjen spindlingar.  Arten är reproducerande i Sverige. En underart finns: flabellus.
I den svenska databasen Dyntaxa används istället namnet Cortinarius paleaceus för samma taxon.  Arten är reproducerande i Sverige.